# Osservatorio di Kleť
L'osservatorio di Kleť (Hvězdárna Kleť o Kleť Observatory) è un osservatorio astronomico della Repubblica Ceca. È situato in Boemia Meridionale a sud della sommità del monte Kleť, nei pressi della città di České Budějovice. 
Costruito nel 1957, l'osservatorio si trova ad un'altitudine di 1070 m s.l.m. e gode di circa 150 notti limpide all'anno.
L'astronomo Antonín Mrkos ha lavorato qui dal 1966-1991. I due principali astronomi che lavorano ora all'osservatorio sono Jana Tichá e suo marito Miloš Tichý.
È uno dei siti in cui sono stati scoperti più asteroidi: il Minor Planet Center lo accredita come luogo per 892 scoperte.
La maggior parte delle scoperte è accreditata agli astronomi che vi hanno lavorato nel corso degli anni, ma 304 sono attribuiti all'osservatorio stesso e 36 in particolare al telescopio KLENOT che, a partire dal 2002, è stato dedicato alla ricerca di oggetti near-Earth. 
| 7390 Kundera            | 31 agosto 1983    |
| 7672 Hawking            | 24 ottobre 1995   |
| 7799 Martinšolc         | 24 febbraio 1996  |
| 8137 Kvíz               | 19 settembre 1979 |
| 8719 Vesmír             | 11 novembre 1995  |
| 8990 Compassion         | 19 febbraio 1980  |
| 9087 Neff               | 29 settembre 1995 |
| 9665 Inastronoviny      | 5 giugno 1996     |
| 12409 Bukovanská        | 28 settembre 1995 |
| 12790 Cernan            | 24 ottobre 1995   |
| 12799 von Suttner       | 26 novembre 1995  |
| 12835 Stropek           | 7 febbraio 1997   |
| 14056 Kainar            | 13 gennaio 1996   |
| 17611 Jožkakubík        | 24 ottobre 1995   |
| 21257 Jižní Čechy       | 26 febbraio 1996  |
| 24847 Polesný           | 26 novembre 1995  |
| 28614 Vejvoda           | 25 marzo 2000     |
| 29760 Milevsko          | 15 febbraio 1999  |
| 35683 Broumov           | 21 gennaio 1999   |
| 42377 KLENOT            | 8 marzo 2002      |
| 68779 Schöninger        | 18 marzo 2002     |
| 79896 Billhaley         | 20 gennaio 1999   |
| 89909 Linie             | 8 marzo 2002      |
| 90279 Devětsil          | 26 febbraio 2003  |
| 111913 Davidgans        | 1º aprile 2002    |
| 126780 Ivovasiljev      | 10 marzo 2002     |
| 128622 Rudiš            | 4 settembre 2004  |
| 149728 Klostermann      | 19 maggio 2004    |
| 155438 Velásquez        | 18 febbraio 1998  |
| 157064 Sedona           | 26 settembre 2003 |
| 159743 Kluk             | 23 marzo 2003     |
| 159799 Kralice          | 15 settembre 2003 |
| 159814 Saguaro          | 27 settembre 2003 |
| 161230 Martinbacháček   | 13 dicembre 2002  |
| 162059 Mészáros         | 13 gennaio 1997   |
| 166570 Adolfträger      | 8 settembre 2002  |
| 170306 Augustzátka      | 18 settembre 2003 |
| 175017 Záboří           | 28 marzo 2004     |
| 183560 Křišťan          | 24 maggio 2003    |
| 191282 Feustel          | 22 marzo 2003     |
| 204370 Ferdinandvaněk   | 5 ottobre 2004    |
| 209107 Šafránek         | 16 settembre 2003 |
| 213771 Johndee          | 27 febbraio 2003  |
| 213772 Blaheta          | 27 febbraio 2003  |
| 213775 Zdeněkdostál     | 28 febbraio 2003  |
| 215841 Čimelice         | 6 febbraio 2005   |
| 223360 Švankmajer       | 16 settembre 2003 |
| 230648 Zikmund          | 17 settembre 2003 |
| 232923 Adalovelace      | 15 gennaio 2005   |
| 235621 Kratochvíle      | 5 settembre 2004  |
| 250374 Jírovec          | 17 ottobre 2003   |
| 268057 Michaelkaschke   | 8 settembre 2004  |
| 311119 Pacner           | 8 agosto 2004     |
| 350969 Boiohaemum       | 27 febbraio 2003  |
| 363623 Chelčický        | 15 agosto 2004    |
| 401820 Špilas           | 30 settembre 1996 |
| 405207 Konstanz         | 24 maggio 2003    |
| 464743 Stanislavkomárek | 6 agosto 2003     |